# Anas flavirostris
Anas flavirostris е вид птица от семейство Патицови (Anatidae).

## Разпространение
Видът е разпространен в Аржентина, Боливия, Бразилия, Парагвай, Перу, Уругвай, Фолкландски острови, Чили и Южна Джорджия и Южни Сандвичеви острови.